# 이주실
이주실(李周實, 1944년 3월 8일~2025년 2월 2일)은 대한민국의 배우이다. 1964년 데뷔하여 별세 때까지 꾸준히 활동하였다. 2025년 2월 2일, 가톨릭대학교 의정부성모병원에서 지병인 유방암, 위암으로 사망하였다.

## 학력
- 수도여자고등학교(졸업)
- 국제대학교 가정학과(중퇴)
- 꽃동네현도사회복지대학교 복지심리학과(학사)
- 꽃동네현도사회복지대학교 대학원 임상사회사업학과(석사)
- 원광대학교 대학원 보건학과 예술치료학 전공(박사)

## 출연작

### 영화
- 2025년 《귀신들》 - 노파 역
- 2023년 《뉴 노멀》 - 규연 역
- 2023년 《마인드 유니버스》 - 최희진 / 임소영 역
- 2022년 《모자산책》 - 엄마 역
- 2022년 《오마주》 - 옥희 역
- 2021년 《꽃손》 - 말분 역
- 2019년 《기방도령》 - 열녀대모 역(특별출연)
- 2019년 《썬키스 패밀리》 - 외할머니 역
- 2019년 《사바하》 - 금화 할머니 역
- 2018년 《순이》 - 할머니 역
- 2018년 《엄마의 공책》 - 애란 역
- 2016년 《부산행》 - 석우 모 역
- 2016년 《글로리데이》 - 상우 할머니 역
- 2015년 《퇴마: 무녀굴》
- 2015년 《약장수》
- 2014년 《왓니껴》
- 2014년 《명량》
- 2013년 《결혼전야》
- 2013년 《동창생》
- 2012년 《타워》
- 2012년 《코리아》
- 2009년 《불꽃처럼 나비처럼》
- 2008년 《순정만화》
- 2008년 《서양골동양과자점 앤티크》
- 2008년 《아내가 결혼했다》
- 2008년 《님은 먼 곳에》
- 2007년 《식객》
- 2007년 《펀치 레이디》
- 2007년 《검은 집》
- 2006년 《누가 그녀와 잤을까?》
- 2006년 《짝패》
- 2006년 《야수》
- 2005년 《사랑니》
- 2004년 《페이스》
- 2004년 《고독이 몸부림칠 때》
- 2003년 《4인용 식탁》
- 2002년 《굳세어라 금순아》
- 2002년 《결혼은, 미친 짓이다》
- 1995년 《아름다운 청년 전태일》
- 1992년 《이혼하지 않은 여자》

### 드라마
- 1984년 KBS1 미니시리즈 6.25연속기획 진실을 찾아서 수녀 역
- 1985년 MBC 농촌드라마 《전원일기》 ... 일용의 아내 친정 어머니 역
- 1986년 KBS1 일일연속극 《여심》
- 1990년 MBC 특집드라마 《내 친구 천사》
- 1992년 KBS2 단막드라마 《TV 손자병법》
- 1992년 MBC 주말연속극 《아들과 딸》...문씨 아줌마 역
- 1993년 KBS1 대하드라마 《먼동》
- 1995년 KBS2 대하드라마 《찬란한 여명》...박마르타 역
- 1996년 KBS2 아침드라마 《파리공원의 아침》
- 2004년 KBS2 미니시리즈 《미안하다, 사랑한다》 ... 순대국밥집 주인 역
- 2004년 KBS2 단막극 《드라마시티 - 동행》 ... 어머니 역
- 2005년 KBS2 수목드라마 《황금사과》
- 2008년 MBC 수목드라마 《뉴하트》 ... 고아원 수녀 역
- 2009년 SBS 주말극장 《천만번 사랑해》 ... 최심덕 역
- 2010년 tvN 미니시리즈 《위기일발 풍년빌라》
- 2011년 SBS 드라마스페셜 《49일》 ... 민호 모
- 2011년 KBS2 미니시리즈 《포세이돈》 ... 차명주 역
- 2011년 채널A 주말연속극 《천상의 화원 곰배령》 ... 소팔복 역
- 2012년 SBS 주말 특별기획 《바보 엄마》 ... 곱단 엄마 역
- 2012년 KBS2 4부작 드라마 《KBS 드라마 스페셜 연작 시리즈 - 보통의 연애》 ... 윤혜 친할머니 역
- 2012년 OCN 일요드라마 《신의 퀴즈 3》 - 박상준의 할머니 역
- 2012년 KBS2 미니시리즈 《사랑비》(특별출연)
- 2012년 KBS2 단막극 《KBS 드라마 스페셜 - 기적 같은 기적》 ... 옥남할매 역
- 2013년 MBC 주말드라마 《금 나와라, 뚝딱!》 ... 오상구의 어머니 역(특별출연)
- 2014년 MBC 아침드라마 《폭풍의 여자》 ... 김옥자 역
- 2015년 tvN 금토드라마 《오 나의 귀신님》 ... 봉선의 할머니 역
- 2015년 SBS 월화드라마 《미세스 캅》 ... 식당 주인 역
- 2015년 MBC 아침드라마 《내일도 승리》 ... 박복순 역
- 2016년 KBS2 TV소설 《내 마음의 꽃비》 ... 김계옥 역
- 2016년 SBS 아침연속극 《아임 쏘리 강남구》 ... 이꽃님 역
- 2017년 OCN 주말드라마 《보이스》 ... 형사들 단골 음식점 할매집 주인 역
- 2017년 MBC 주말특별기획 《도둑놈, 도둑님》 ... 김순천 역
- 2017년 KBS2 금토드라마 《최고의 한방》 ... 엔터테인먼트계의 거물 역
- 2017년 SBS 아침드라마 《해피시스터즈》
- 2018년 OCN 수목드라마 《손 the guest》 ... 정서윤의 할머니 역
- 2019년 OCN 수목드라마 《구해줘 2》 ... 성호 할머니 이금림 역
- 2019년 KBS2 월화드라마 《너의 노래를 들려줘》 ... 복분 역
- 2020년 KBS2 수목드라마 《어서와》
- 2020년 JTBC 수목드라마 《쌍갑포차》 ... 유치원 원장 역(특별출연)
- 2020년 OCN 토일드라마 《경이로운 소문》 ... 장춘옥 역
- 2021년 KBS2 수목드라마 《대박부동산》 ... 유영순 역
- 2021년 넷플릭스 웹드라마 《무브 투 헤븐: 나는 유품정리사입니다》 ... 이영순 역
- 2021년 tvN 금토드라마 《보이스 4》 ... 형사들 단골 음식점 할매집 주인 역(특별출연)
- 2021년 TVING 오리지널 드라마 《마녀식당으로 오세요》 ... 이복난(70대 초반) 역
- 2021년 tvN 금요드라마 《해피니스》 ... 지성실 역
- 2022년 Netflix 오리지널 드라마 《소년심판》 ... 서유리의 할머니 역
- 2022년 KBS2 주말드라마 《현재는 아름다워》 ... 정미영 역
- 2022년 JTBC 토일드라마 《모범형사 2》 … 김형복의 어머니 역
- 2023년 JTBC 토일드라마 《신성한, 이혼》 … 양복순 역
- 2023년 JTBC 수목드라마 《나쁜 엄마》 … 이미주의 할머니 역(특별출연)
- 2023년 tvN 토일드라마 《경이로운 소문 2 : 카운터 펀치》 … 장춘옥 역
- 2023년 Netflix 오리지널 드라마 《너의 시간 속으로》 … 계순 역
- 2024년 Netflix 오리지널 드라마 《종말의 바보》 … 세경 할머니 역(특별 출연)
- 2024년 KBS2 주말드라마 《미녀와 순정남》 ... 이순정 역
- 2024년 Netflix 오리지널 드라마 《오징어 게임 2》 … 황준호의 어머니 역

### TV 프로그램
- 2014년 MBN 《기막힌 이야기 실제상황》 ... 각종 단역
- 2017년 MBC 《MBC 스페셜》 733회 : 한국·터키 수교 60주년 특집 - 푸른 눈의 병사와 고아 소녀 ... 내레이션
- 2019년 KBS1 《TV는 사랑을 싣고》 ... 53회 게스트
- 2023년 tvN STORY 《회장님네 사람들》... 41회 게스트

## 경력
- 극단 민예 단원
- 극단 산울림 단원
- 한국연극협회 단원

## 수상
- 제10회 전국대학방송극경연대회 문공부장관상(1964년)
- 대한민국 연극제 연기상(1978년)
- 동아연극상 연기상(1997년)

## 가족
- 딸 2 사위